# 乳名
乳名（にゅうめい, 英: milk name, 独: Milchname）は、中国の個人名のうち、幼児期に使用する愛称である。一般に家族・親族の範囲内で用いられる。『文化語言学』によると、乳名を与えるのは通過儀礼の一つで、重要な習俗である。小名、小字、奶名などと同義。

## 概要
中国の人名のうち、姓を除いた部分は大きく「名」「字」「敬称」「諡」「号」の五種類に分類される。このうち「名」には、乳名と「正名(大名・学名・書名・官名・族名)」がある。正名は、公的に登録された正式名とほぼ同義である。
乳名を与える理由や目的はいくつかある。たとえば、子供の生まれた「年」「月」「日」「時」について占い師に鑑定してもらい、それらについて五行（木火土金水）が揃っているか調べる。揃っていなければ足りない成分を乳名で補う。小学校入学頃まで乳名で呼ぶ。魯迅の『故郷』という小説の「閏土」という登場人物は、五行の「土」が足りないので、乳名に土という漢字を入れた。身体的に弱く、生育が危ぶまれる子供や、「運が悪い」と宣告された子供には、乳名に「石」「狗」「賤」などの漢字を使用して「手間をかけなくても丈夫に育つよう」にという希望を託す。毛沢東が生まれた際も、彼の母は近所の寺院に行き、大きな石を「幹娘」(擬制された義母)として拝み、「石三冴子」(石の三番目の子)という乳名を与えた。

### 乳名の使用
同世代の間では、年少者は年長者の名を呼ばず、大姐(=姉さん)のような親族呼称で呼ぶのが一般的である。年長者は年少者に対し、名あるいは乳名で呼び、親族呼称(妹妹など)は使う場合も使わない場合もある。
農村部では、乳名と正式名の区別ははっきりとせず、本人の成長後も乳名が正式名同様に使用されることもあった。

### 成長後の改名
本人が学歴・職業などの面で社会的地位を上昇させるなどした場合、乳名によってはそのまま使用を続けることに不都合が生じることもある。改名を希望する場合、18歳以下の者は親や保護者が、18歳以上の者は本人が戸籍登記機関で手続きをする。
生涯に改名してよい回数に制限はない。ただし1回目はすんなり受理されるが、2回目以降は中华人民共和国户口登记条例第十八条の定める法的根拠に基づいているか慎重に対応される。